# Ruillé-Froid-Fonds

Ruillé-Froid-Fonds este o comună în departamentul Mayenne, Franța. În 2009 avea o populație de 501 de locuitori.